# カジノザウルス
『カジノザウルス』 (CASINO ZAURUS) は、1996年7月7日から1997年3月23日までフジテレビ系列で放送されていた関西テレビ制作のゲームバラエティ番組である。KINCHO一社提供。放送時間は毎週日曜22:00 - 22:30 （日本標準時）。1996年11月10日からは『カジノザウルス NEW』（カジノザウルス ニュー）と題して放送。

## カジノザウルス
200人の一般視聴者を集め、ゲームを勝ち抜いた1名が賞金200万円を賭けたスペシャルステージ（ザウルスルーレット）に挑戦。

### 前期
前期ではまず予選「チョイス・ザ・カラー」を行い、7人が本戦に出場。7人が勝ち残り方式で「ワン・ツー・スリー」「レッドドッグ」「スリー・アロウ・ダーツ」の順に挑戦。7→4→2→1と絞っていき、最後まで残った1名がスペシャルステージに挑戦できる。スペシャルステージで成功すれば、賞金200万円獲得。
スペシャルステージでは、プロの女性ディーラーがルーレットを回していたが、彼女はプレッシャーに弱く、200万円獲得者が続出（一度だけ勝利したが、その日は紳助は休み、そのまんま東が代行）。その結果、後期への移行とともに降板させられた。後期および『カジノザウルス NEW』では、司会の紳助が毎回怪しげな外国人に扮してディーラー役を務めていた。
また、視聴者にも賞金100万円が当たるナンバーズゲーム（番組中に3回めくられるトランプの、各回の数字を予想するゲーム）が行われた。

### 後期
後期ではまず予選「ザウルスビンゴ」（回転式の抽選機）で本戦に進む4人を選出。4人はそれぞれ、サポート役の芸能人と組んで本戦を戦う。「チョイス・ザ・カラー」→「ワン・ツー・スリー」→「キング・オア・クイーン バカラ」or「アトランダムポーカー」→「ザウルスルーレット」の4ステージで構成。
ゲームは勝ち残りで、各ゲームで1名ずつが脱落していく方式。最後まで残った1組がスペシャルステージに挑戦できる。スペシャルステージで成功すれば、賞金200万円獲得。

## カジノザウルス NEW
『カジノザウルス NEW』への改題リニューアル後には、毎週芸能人4名が出演し、各自手持ちの宝物を担保にしてゲームに挑む方式に改められた。「チョイス・ザ・カラー」→「ワン・ツー・スリー」→「アトランダムポーカー」→「ザウルスルーレット」の4ステージで構成。
ゲームは勝ち残りで、各ゲームで1名ずつが脱落していく方式。脱落者は宝物を没収される。最後まで残った1名が100万円を賭けたスペシャルステージ（ザウルスルーレット）に挑戦。成功なら賞金100万円獲得（当初は「小切手」、途中から「1万円を縦10×横10(計100枚)」の額縁）、失敗なら各ゲームの脱落者同様、宝物を没収される。没収された宝物は視聴者プレゼントとなる。

## ゲームの種類
チョイス・ザ・カラー
吉本興業所属のマジシャン・ジョニー広瀬が、赤・青・黄色の各エリアに置かれたカップやカードの位置を入れ替えていくので、最終的に当たり（カップならボールが入っているカップ、カードなら指定された絵柄のカード）はどのエリアにあるのかを予想する。前期ではサドンデス方式。不正解の時点で脱落し、最後まで勝ち残った7人が本戦出場。後期では勝ち抜け方式。正解したペアから勝ち抜け、最後まで残った1組が脱落。
ワン・ツー・スリー
ゲストディーラーが登場。トランプのA・2・3のうち1枚を伏せて出すので、ディーラーの心理を読み、何を出したのかを予想する。5回戦行い、正解数の上位から勝ち抜け。
レッド・ドッグ
まずトランプを2枚引いた後、手持ちのチップを賭ける。チップを賭けた後に3枚目を引き、そのカードの数字が先に引かれた2枚の数字の間に入る数字であれば、賭けたチップが倍になって戻ってくる。入らなかった場合にはチップは戻らない。2枚の間に入る数字が1種類しかなかった場合（「3」「5」と引かれて、3枚目が「4」の場合）には、的中すれば3倍返し。全員が10枚のチップを持ってスタート。3回戦行い、手持ちのチップが多い人から勝ち抜け。
スリー・アロウ・ダーツ
ダーツ勝負。3投の合計点が多かった人の勝利。得点は通常のダーツの点数に準じていたが、番組独自のルールとして、的を外した場合には10点減点された。
アトランダムポーカー
5種類の職業の人間が各6名、計30名（｢カジノザウルス NEW｣では各5名×5＝25名）登場。プレイヤーは交互に、人物の職業を推理しながら5人を選択。選んだ5人の職業が公開された後、1回だけ交換をして、最終的な役を決定。相手より役が強ければ勝利（5カード＞4カード＞ストレート（5人の職業がバラバラ）＞フルハウス＞3カード＞2ペア＞1ペア＞ノーペア）。両者の役が同じだった場合には延長戦に突入。交互に1人ずつ選択し、最初に紳助が指定した職業の人を選んだ方の勝利。
キング・オア・クイーン バカラ
登場した人物や動物の性別が、キング（男性・雄）かクイーン（女性・雌）かを当てる。1問につき代表者1名が解答。正解ならそのまま、不正解なら背もたれが倒れて失格。先に2人とも失格になった方の負け。
ザウルスルーレット
まず挑戦者がルーレットのデッドゾーン（玉が入ったら「失敗」となる範囲）を決定。前期では6面体のサイコロを3回投げた合計値、後期および『カジノザウルス NEW』ではトランプを2枚引いた合計値で決める。そしてディーラーがルーレットを回して玉を回し入れ、落ちた玉がデッドゾーンに入ったら失敗。デッドゾーンの外に入ったら賞金200万円（「NEW」では100万円）獲得。

## 出演者
- 司会：島田紳助（｢新伍&紳助のあぶない話｣から続投）：紳助が都合で出演できない時には、そのまんま東が代理を務めていた。
- 実況：馬場鉄志（関西テレビアナウンサー）
- アシスタント：オン・スイピン（11月3日を以って降板）

## スタッフ
- 企画：藤原剛（KTV）
- 構成：詩村博史、水野しげゆき
- 技術：高木敏文
- カメラ：栄倉正美
- VE：鈴木隆
- VTR：佐藤満
- 音声：高橋裕
- 照明：永瀬政行
- 美術プロデューサー：稲木大
- 美術制作：岡嶋正浩
- 美術デザイン：坂根洋子
- スタイリスト：堀口健一
- 編集：本間貢
- MA：長谷川健次（IMAGICA）
- 音効：有馬克己（ジャイロ 現在：スカイウォーカー）→長内勇治（佳夢音）
- TK：伊藤篤美
- AP：豊福陽子（KTV）
- 演出補：川本良樹
- リサーチ協力：フルタイム
- 技術協力：タワーテレビ（現在：テクノマックス）、照明技術
- 美術協力：アックス
- 制作協力：NCV、吉本興業
- 企画協力：原川大（吉本興業）
- 広報：松本光正（KTV）
- ディレクター：中嶋勉、長田清純
- 演出：小柴優
- プロデューサー：野田利昌（KTV）、寺本俊司、五味喬
- 制作著作：関西テレビ

## 備考
- 前番組の『新伍&紳助のあぶない話』までの枠タイトルは『KINCHO おもしろ倶楽部』であったが、本番組では『KINCHO SUPER PRESENT』へ改題された。そして、1987年4月スタートの『スターご勝手対談』から続いた関西テレビ制作・KINCHO一社提供枠は本番組が最後である。
- また、1974年10月に『パンチDEデート』が時間移動してきて以来、22年半に渡り続いた関西テレビ単独制作による本時間帯（22時台後半→途中22時台前半に移動）のバラエティ番組も本番組が最後であり、次番組の『Grade-A』からは関西テレビとフジテレビの共同制作による生放送の情報番組が続くことになる。

| フジテレビ 日曜22時台前半枠 【本番組まで関西テレビ単独製作・KINCHO一社提供枠】 | フジテレビ 日曜22時台前半枠 【本番組まで関西テレビ単独製作・KINCHO一社提供枠】 | フジテレビ 日曜22時台前半枠 【本番組まで関西テレビ単独製作・KINCHO一社提供枠】 |
| 前番組                                                                         | 番組名                                                                         | 次番組                                                                         |
| ------------------------------------------------------------------------------ | ------------------------------------------------------------------------------ | ------------------------------------------------------------------------------ |
| 新伍&紳助のあぶない話 （1992年10月 - 1996年6月30日）                           | カジノザウルス ↓ カジノザウルス NEW （1996年7月7日 - 1997年3月23日）           | Grade-A （1997年4月6日 - 9月28日） ※22:00 - 23:00                              |